# ヴァルデマール・ホーフェン

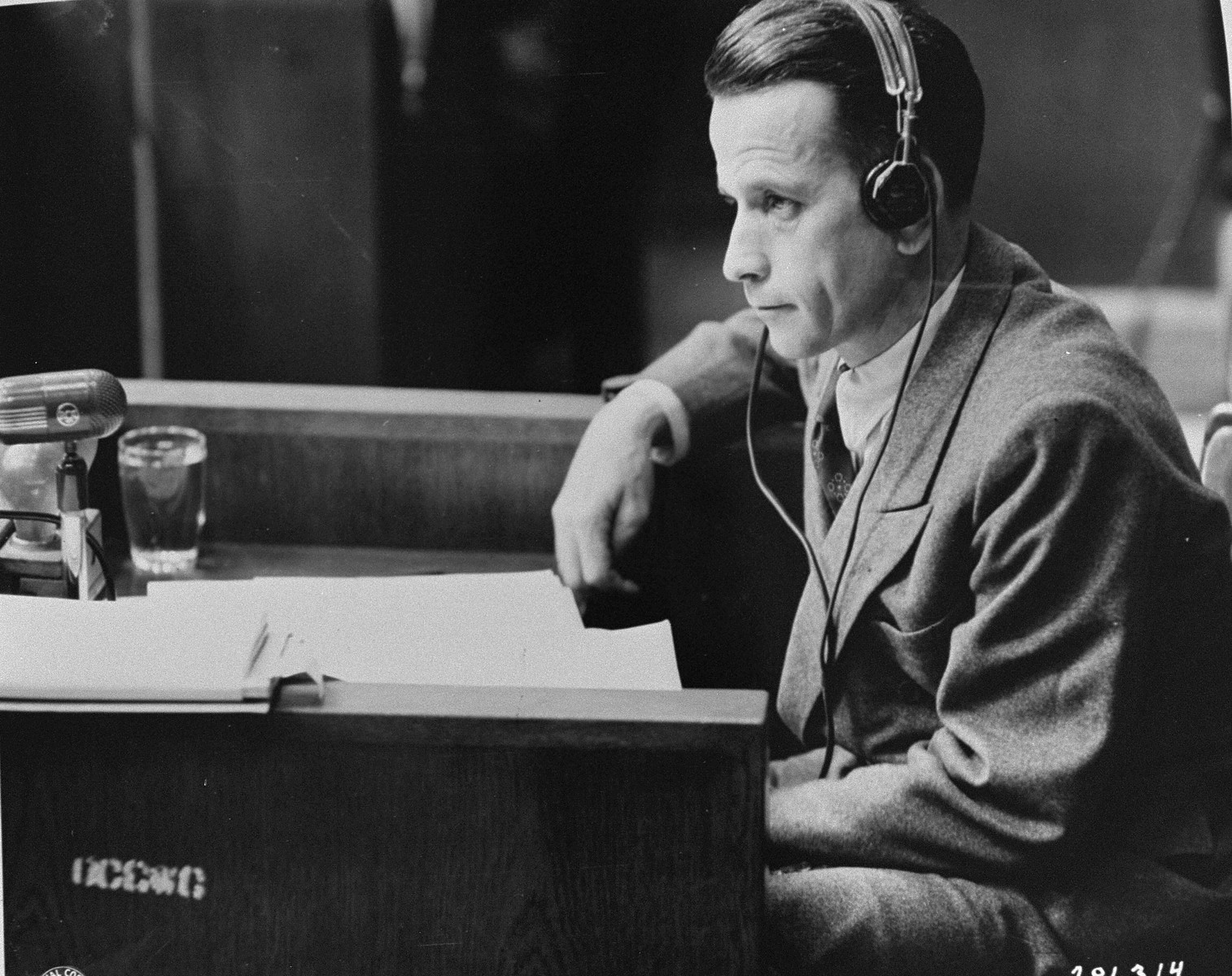
医者裁判でのホーフェン

ヴァルデマール・ホーフェン（Waldemar Hoven、1903年2月10日‐1948年6月2日）は、ナチス・ドイツのブーヘンヴァルト強制収容所付き親衛隊（SS）軍医。最終階級は親衛隊大尉（SS-Hauptsturmführer）。

## 経歴
フライブルク出身。ギムナジウムを出た後、1919年から1933年にかけてデンマーク、スウェーデン、アメリカ、フランスに滞在した。1933年に故郷のフライブルクへ戻り、フライブルクやミュンヘンの大学へ通った。1934年に親衛隊（SS）に入隊。医学を修めて親衛隊の内科医となった。1937年にはナチス党にも入党した。
1940年にはブーヘンヴァルト強制収容所に赴任。彼はここでチフスに関する医学実験やフェノールを抑えた血清の耐性についての研究などのために無数の囚人を死に追いやった。ナチスの障害者やユダヤ人に対する安楽死計画「Aktion 14f13」にも携わっている。
ホーフェンは1943年にナチス政府によって逮捕された。汚職容疑で逮捕された女性看守イルゼ・コッホ（ホーフェンとの間に風評があった）に不利な証言をしようとしていた親衛隊将校にホーフェンが致死量に達するフェノールの注射をしたためとされている。ナチスは彼に死刑判決を下したが、1945年3月に釈放している。負傷者が増大しており、医者が不足していたためだった。
ドイツの敗戦後、連合軍によって逮捕された。ニュルンベルク継続裁判の一つ医者裁判の被告人の一人となった。人道に背く罪などにより死刑判決を受け、1948年6月2日にバイエルン州ランツベルク刑務所で絞首刑に処された。